# Теколотлан (муниципалитет)
Теколотла́н (исп. Tecolotlán) — муниципалитет в Мексике, в штате Халиско, с административным центром в одноимённом городе. Численность населения, по данным переписи 2020 года, составила 16 603 человека.

## Общие сведения
Название Tecolotlán с языка науатль можно перевести как: место обитания сов.
Площадь муниципалитета равна 765,1 км², что составляет 1 % от общей площади штата, а наиболее высоко расположенное поселение Ла-Лобера находится на высоте 1939 метров.
Теколотлан граничит с другими муниципалитетами штата Халиско: на севере с Амекой, Сан-Мартин-Идальго и Кокулой, на востоке с Атемахак-де-Брисуэлой, на юге с Чикилистланом и Хучитланом, на западе с Тенамастланом и Атенго, и на северо-западе с Мистланом.

## Учреждение и состав
Муниципалитет был образован 9 июля 1835 году, по данным 2020 года в его состав входит 38 населённых пунктов, самые крупные из которых:
| Код INEGI                  | Населённый пункт                                                                       | Численность населения (2005 год) | Численность населения (2010 год) | Численность населения (2020 год) |
| -------------------------- | -------------------------------------------------------------------------------------- | -------------------------------- | -------------------------------- | -------------------------------- |
| 088                        | Всего                                                                                  | 14984                            | 16573                            | 16603                            |
| 0001                       | Теколотлан (исп. Tecolotlán) 20°12′13″ с. ш. 104°02′42″ з. д. (административный центр) | 8366                             | 9189                             | 9668                             |
| 0041                       | Тамасулита (исп. Tamazulita) 20°12′13″ с. ш. 103°58′14″ з. д.                          | 1239                             | 1457                             | 1422                             |
| 0005                       | Айотитлан (исп. Ayotitlán) 20°13′15″ с. ш. 103°56′36″ з. д.                            | 1075                             | 1218                             | 1199                             |
| 0025                       | Кила (исп. Quila) 20°21′18″ с. ш. 104°05′02″ з. д.                                     | 1023                             | 1057                             | 1063                             |
| 0012                       | Кофрадия-де-Дуэндес (исп. Cofradía de Duendes) 20°13′59″ с. ш. 104°00′15″ з. д.        | 434                              | 504                              | 455                              |
| 0021                       | Охо-де-Агуа (исп. Ojo de Agua) 20°13′17″ с. ш. 103°58′55″ з. д.                        | 439                              | 425                              | 421                              |
| 0026                       | Килилья (исп. Quililla) 20°17′52″ с. ш. 103°53′54″ з. д.                               | 346                              | 362                              | 361                              |
| —                          | Прочие                                                                                 | 2062                             | 2361                             | 2014                             |
| Названия на карте Генштаба |                                                                                        |                                  |                                  |                                  |

## Экономическая деятельность
По статистическим данным 2000 года, работоспособное население занято по секторам экономики в следующих пропорциях:
- сельское хозяйство, животноводство и рыбная ловля — 28,7 %;
- промышленность и строительство — 27,4 %;
- торговля, сферы услуг и туризма — 42,4 %;
- безработные — 1,5 %.

## Инфраструктура
По статистическим данным 2020 года, инфраструктура развита следующим образом:
- электрификация: 99,6 %;
- водоснабжение: 94,5 %;
- водоотведение: 98,8 %.